# FitX
Die FitX SE ist ein deutsches Fitnessunternehmen mit Hauptsitz in Essen. Das Unternehmen betreibt 109 Studios in Deutschland (Stand: Januar 2025) und hat knapp eine Million Mitglieder. Über die Muttergesellschaft FGS Beteiligungs GmbH ist FitX Teil der Schmidt-Gruppe.

## Geschichte
FitX wurde am 27. November 2009 von Jacob Fatih gegründet, der im Essener Nordviertel das erste Fitnessstudio der Kette eröffnete. In den folgenden Jahren expandierte das Unternehmen, sodass bis Ende 2013 zwölf Standorte in Deutschland existierten. 2011 übernahm die Schmidt-Gruppe die Mehrheitsanteile an FitX. Im Jahr 2014 setzte die Fitnesskette ihre Expansion fort und eröffnete im August das erste Studio in Berlin, gefolgt von einem weiteren Standort in Hamburg im März 2015.
2019 zog sich Jacob Fatih aus der Geschäftsführung zurück und veräußerte seine restlichen Anteile an die Schmidt-Gruppe. Zu diesem Zeitpunkt verfügte FitX über 79 Filialen in Deutschland. Seit 2023 ist FitX offizieller Partner der National Football League. 2024 folgte eine weitere Kooperation mit dem American Football Verband Deutschland (AFVD), im Rahmen derer FitX die Herren- und Damen-Nationalmannschaften im Flag Football sponsert.
Im Jahr 2024 wies das Gericht der Europäischen Union eine Klage der französischen Société du Tour de France ab, die eine Verwechslungsgefahr zwischen der Marke „Tour de France“ und den unter „Tour de X“ angebotenen Sportartikeln und Kursen von FitX geltend gemacht hatte. 2025 wurde FitX Partner des Olympiastützpunkts NRW/Rhein-Ruhr. Im Rahmen der Partnerschaft können die ansässigen Athleten kostenlos die FitX-Einrichtungen nutzen.

## Unternehmensstruktur
Die FitX SE mit Sitz in Essen ist die Servicegesellschaft der FitX-Gruppe und zuständig für den Betrieb der Fitnessstudios. Alle Aktivitäten der FitX-Gruppe sind in der FGS Beteiligungs GmbH mit Sitz in Coesfeld zusammengefasst. Die FGS ist der Schmidt-Gruppe bzw. der Familie Schmidt zuzurechnen.
2023 erzielte die FGS einen Umsatz von 229 Millionen Euro. Die FitX SE beschäftigte 2024 über 3500 Mitarbeiter. Das Firmenlogo von FitX besteht aus dem Wort „Fit“ in Schwarz und einem orangefarbenen X. Bis 2015 war der Claim des Unternehmens „… mein Studio“, seit dem Rebranding durch die Agentur Rocket & Wink lautet der Unternehmensclaim „For all of us“.

### Standorte und Studios
Die FitX-Kette verfügt mit Stand Januar 2025 über 109 Fitnessstudios, welche rund um die Uhr geöffnet sind. Pro Niederlassung beschäftigt die Kette etwa 20 bis 25 Mitarbeiter.
Die Einrichtungen umfassen sieben verschiedene Trainingsbereiche und bieten durchschnittlich 37 Kurse pro Woche an.
Bestehende Studios werden in einem Zyklus von sechs bis acht Jahren renoviert, wobei sich die Kosten für die Renovierung durchschnittlich auf 750.000 Euro belaufen.

## Soziales Engagement
Das Unternehmen unterstützt unter anderem lokale Sport- und Gesundheitsprojekte sowie gemeinnützige Organisationen. Über die Initiative FitX gibt zurück unterstützt die Fitnesskette bundesweit Sportprojekte. Dazu gehören Geldspenden, Bereitstellung von Sportutensilien oder auch Übernahme von Reisekosten für Sportmannschaften.
2023 initiierte FitX die Initiative United let's move!. Die Initiative wurde 2024 von der RSG Group und wird seit 2025 von der BestFit Group fortgeführt.
Seit 2024 ist FitX Partner der Sozialinitiative Essener Chancen, die sich für Inklusion im Sport und gegen Diskriminierung und Rassismus engagiert.